# Castoreum tasmanicum
Castoreum tasmanicum är en svampart som beskrevs av G. Cunn. 1932. Castoreum tasmanicum ingår i släktet Castoreum och familjen Mesophelliaceae.   Inga underarter finns listade i Catalogue of Life.